# Vườn quốc gia Quần đảo Atlantic của Galicia
Vườn quốc gia Quần đảo Atlantic của Galicia (Galicia: Parque Nacional das Illas Atlánticas de Galicia, Tây Ban Nha: Parque Nacional de las Islas Atlánticas de Galicia) là vườn quốc gia nằm trong cộng đồng tự trị Galicia, Tây Ban Nha. Nó bao gồm các đảo của quần đảo Cíes, Ons, Sálvora và Cortegada. Nó có diện tích 1.200 ha (3.000 ha) vùng đất liền và 7.200 ha (18.000 mẫu Anh) là vùng biển. Được thành lập vào ngày 1 tháng 7 năm 2002, đây là vườn quốc gia có số lượng khách du lịch ghé thăm nhiều thứ 10 ở Tây Ban Nha.

## Động thực vật
Hệ sinh thái biển-đất liền này có một khu rừng nguyệt quế và hơn 200 loài rong biển và các loài sò, San hô, Hải quỳ. Về động vật hoang dã, có thể dễ dàng bắt gặp các loài hải âu, Cốc châu Âu, Chim Alca, Chim chân vịt cùng cá heo.